# غذای کودک

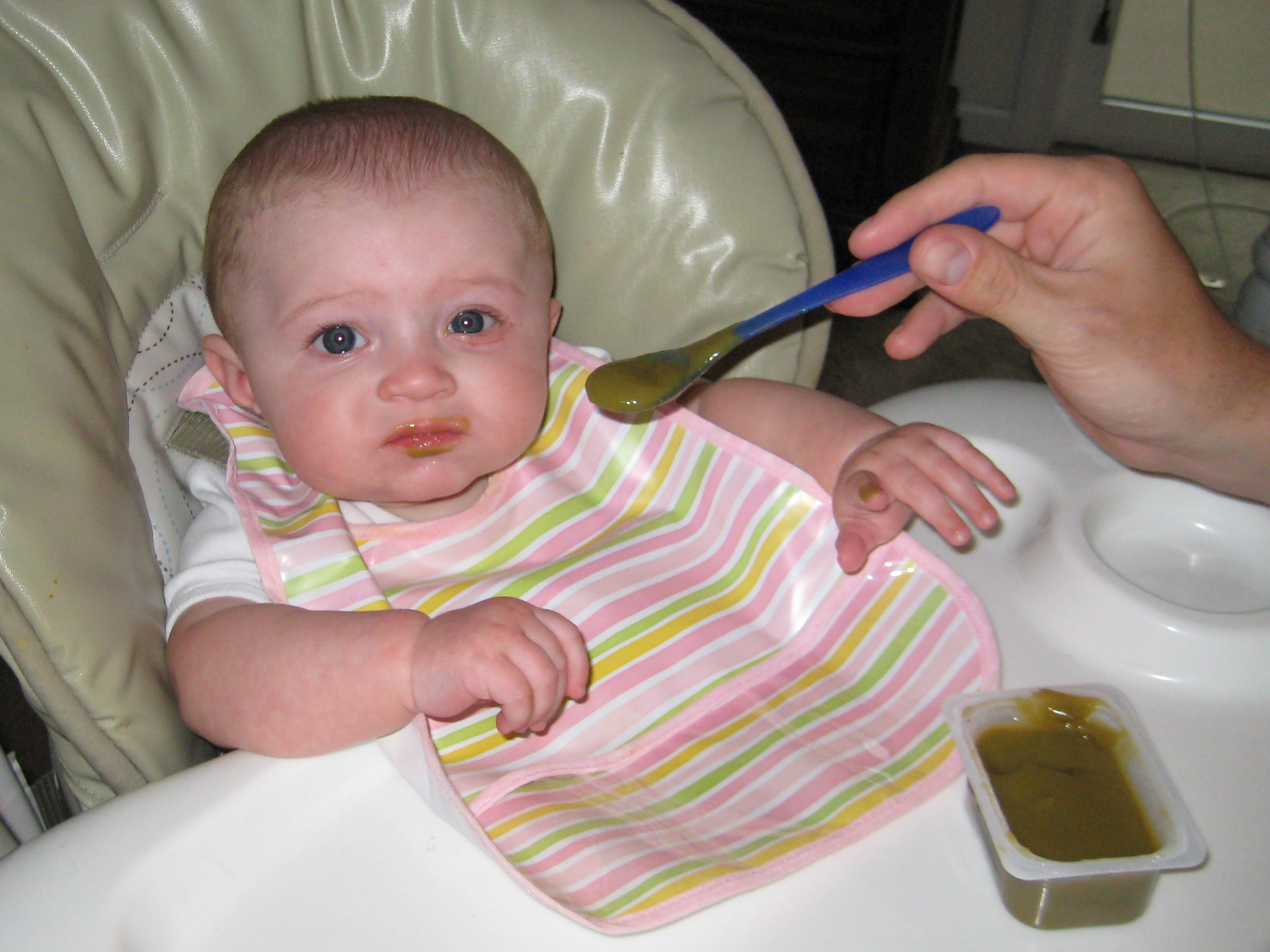

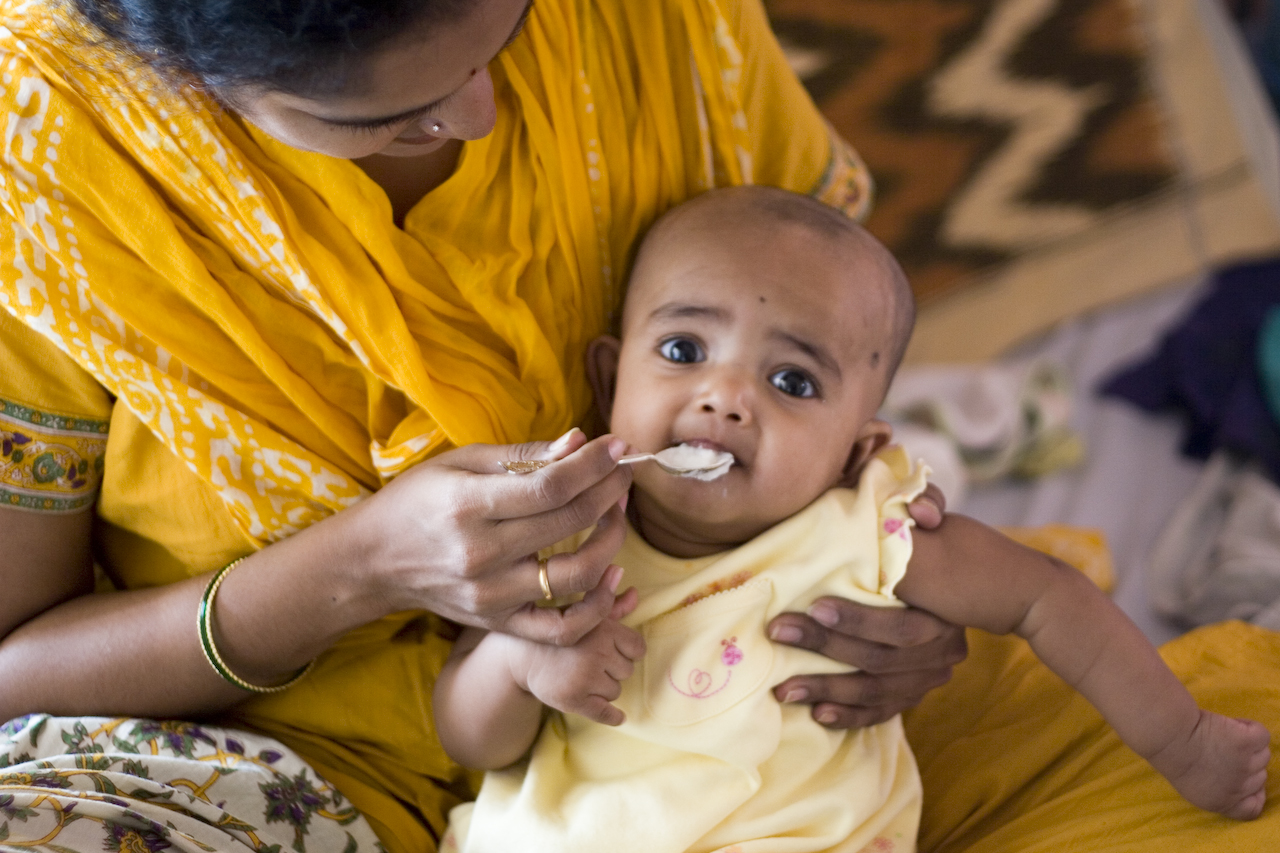
یک شیرخوار هندی که اولین غذای جامد خود را در یک مراسم مذهبی به نام آناپراشانا دریافت می‌کند

به هرگونه غذای نرم و قابل استفاده برا شیرخوار به جز شیر مادر یا شیر خشک که به طور ویژه برای سن بین ۶ ماهگی تا دو سالگی توسط شیرخوار استفاده می‌شود غذای کودک گفته می‌شود.

## آمادگی برای شروع غذای کودک
به طور معمول سازمان بهداشت جهانی، یونیسف و بسیاری از سازمان‌های تخصصی کودکان سن شش ماهگی را برای شروع غذای کودک پیشنهاد می‌کنند.  اگرچه این سن در فرهنگ‌های مختلف متفاوت است. یکی از معیارهای شروع غذای کودک می‌تواند شروع نشانه‌های آمادگی باشد. نشانه‌های آمادگی به طور معمول شامل، توانایی در نشستن بدون کمک و علاقه نشان دادن به غذاها می‌باشد.

## مقاله‌های مرتبط
- شیردهی
- از شیر گرفتن